# 法学院

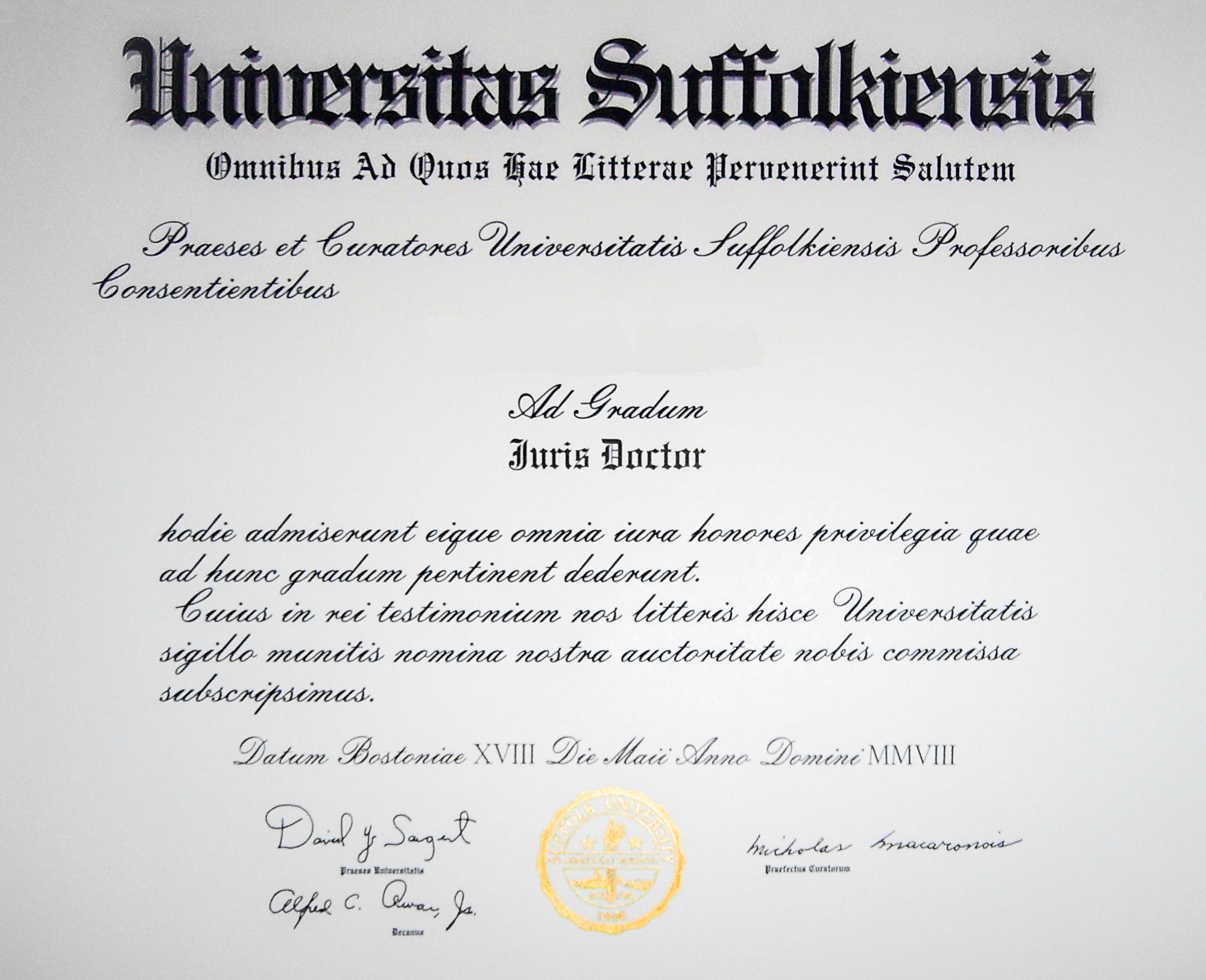
美國薩福克大學法學院典型的法學博士文憑.

法学院（英語：Law school，又稱法律學院）是以學習和研究法律的理論和實務為主要任務的院系。
法学院一般是由“法律学系”独立改制為学院而形成的，比如國立政治大學法學院於1993年從國立政治大學法律學系升級為院，成為台灣第一所由法律學系組成之法學院，北京大学法学院于1999年从北京大学法律学系升级为院，國立臺灣大學法律學院于1996年由法律系升级而来，以及香港中文大學法律學院延续英国学制建立“法律學院”（Faculty of Law）。

## 延伸閱讀
- Duncan Kennedy: Legal Education and the Reproduction of Hierarchy, New Edition, New York Univ Press, 2004, ISBN 0-8147-4778-7